# Carex chlorosaccus
Espèce
Classification phylogénétique
Carex chlorosaccus est une espèce de plantes du genre Carex et de la famille des Cyperaceae.